# Schloss Porcia

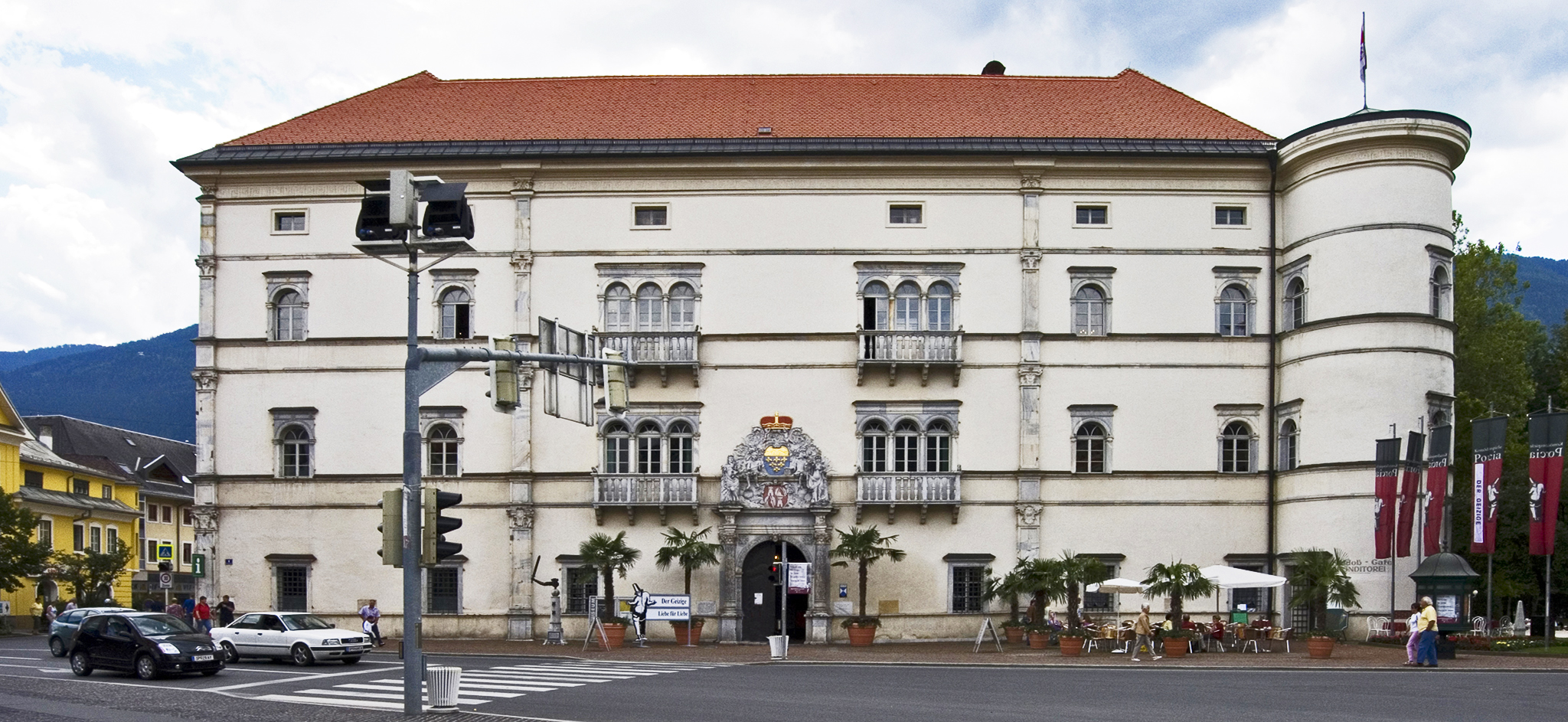
Schloss Porcia (2005)

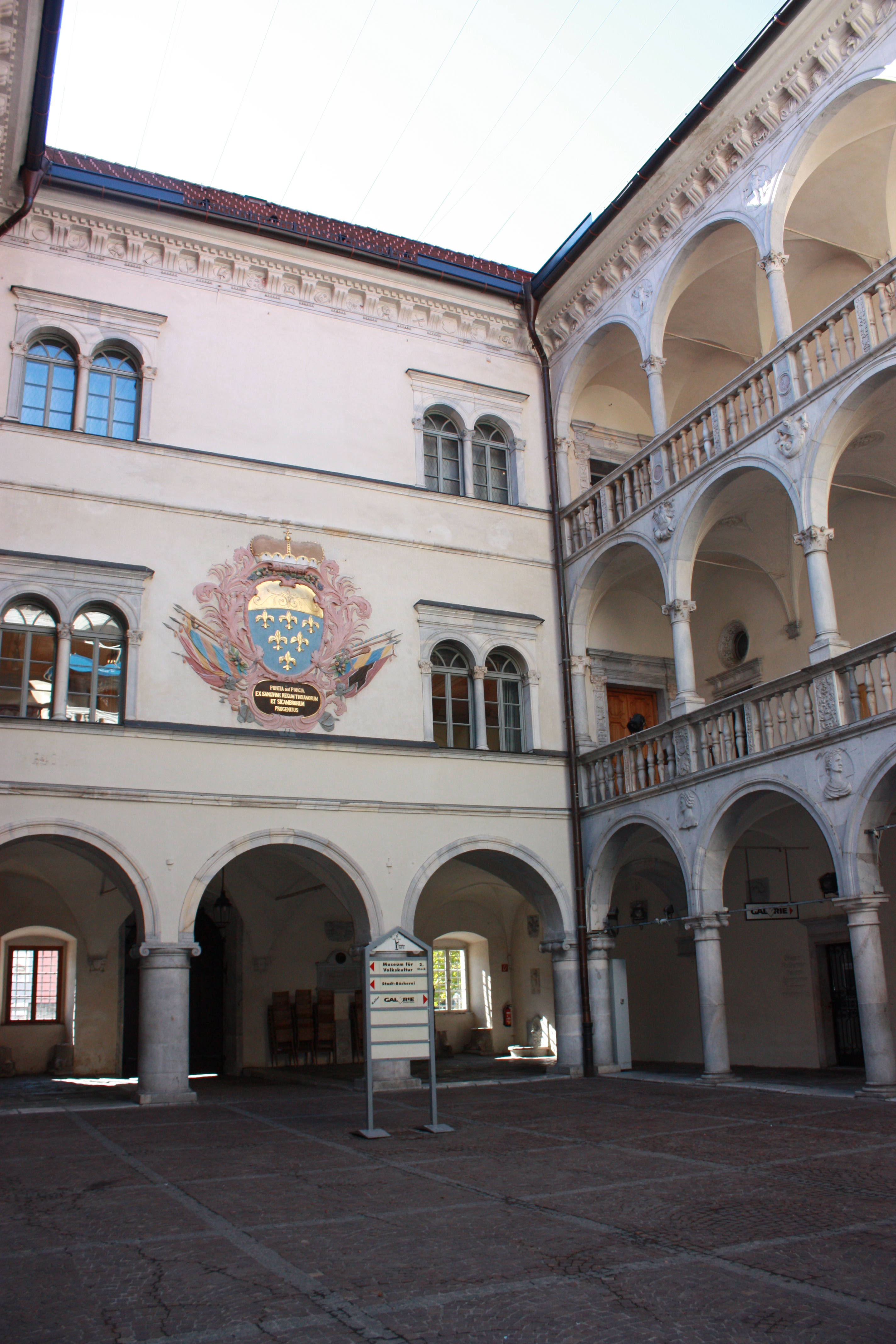
Arkadenhof

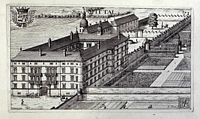
Schloss Porcia, Kupferstich von Andreas Trost, 1688

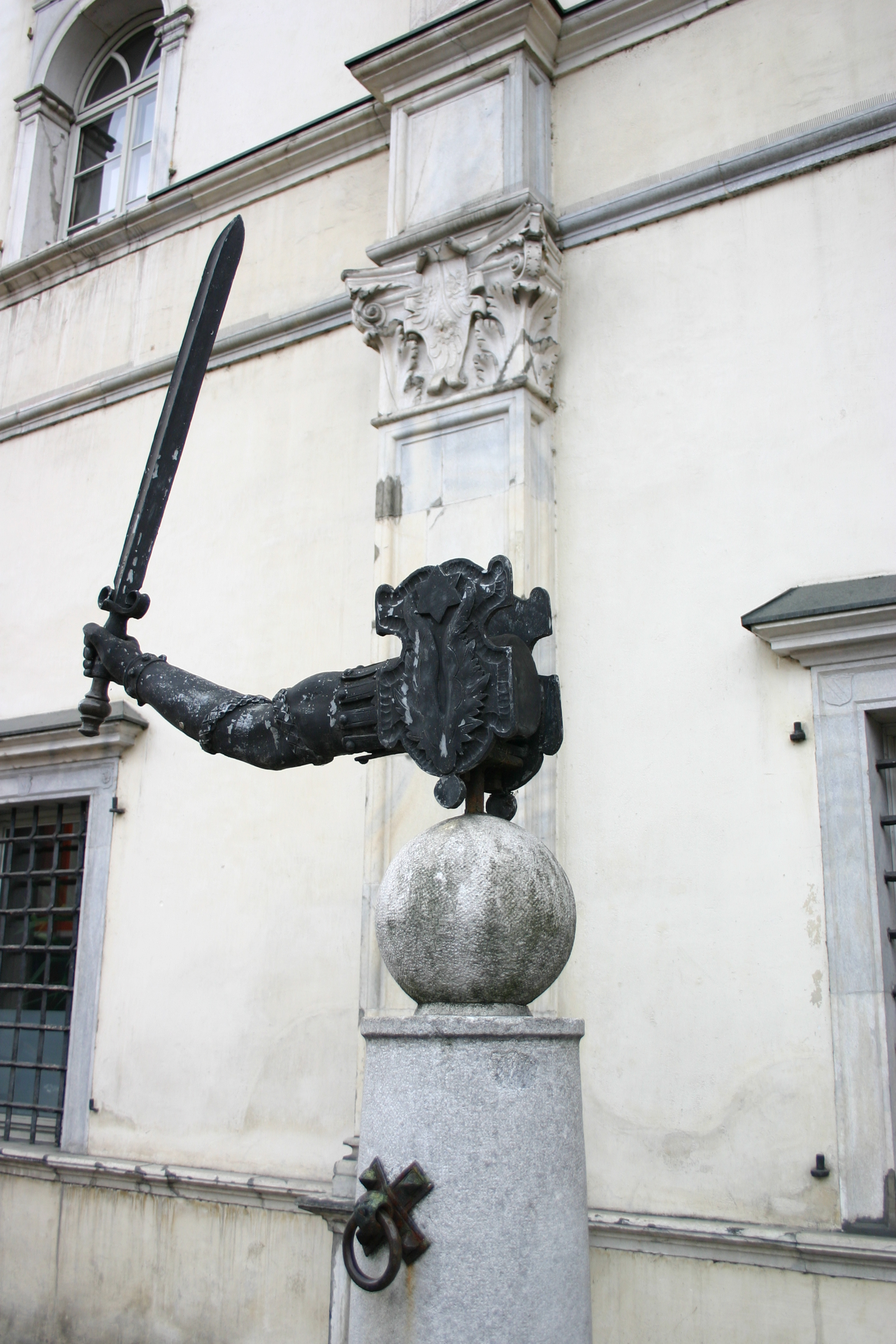
Pranger mit Schwertarm vor dem Schloss Porcia. (16. Jhd.)

Schloss Porcia in Spittal an der Drau in Oberkärnten/Österreich wurde im 16. Jahrhundert errichtet. Es ist ein Renaissance-Schloss im Stil eines italienischen Palazzo. Es gehört zu den schönsten Renaissancebauten südlich der Alpen.

## Geschichte
Ab 1534 wurde das Schloss im Auftrag des Grafen Gabriel von Salamanca-Ortenburg (1489–1539), dem aus Spanien stammenden Schatzmeister und Vertrauten des Kaisers Ferdinand I., erbaut. Salamanca hatte von Ferdinand am 10. März 1524 die Grafschaft Ortenburg erworben und italienische Architekten mit der Planung und dem Bau des Schlosses beauftragt. Es wurde erst unter seinen Nachfolgern, mehr als 60 Jahre später, 1597/98 fertiggestellt. Die Straßenfassade und der Innenhof mit seiner Säulenarchitektur und den dreigeschoßigen Arkaden sind eher typisch für einen städtischen, italienischen Palazzo als für ein Schloss in Kärnten. Der Schlossgarten in seinem heutigen Ausmaß wurde im 19. Jahrhundert angelegt.
Das Geschlecht der Salamanca starb 1620 aus. Die Grafschaft Ortenburg und mit ihr das Schloss gingen zunächst in den Besitz der Bürgerfamilie Widmann über. Diese verkaufte es 1662 der aus Pordenone stammenden italienischen Adelsfamilie Porcia, die zu dieser Zeit mehrere Besitztümer in Kärnten aufkaufte. Daher rührt der Name des Schlosses. Fürst Johann Ferdinand von Porcia, ein Minister Leopolds I., und 13 seiner Nachkommen residierten hier bis 1918.
Die Fürsten von Porcia verkauften das Schloss an Robert Freiherr Klinger von Klingerstorff, der anschließend aus Geldmangel in einer dreitägigen Auktion das gesamte Inventar versteigern ließ. Von der Originalausstattung sind nur noch jene Prunkmöbel erhalten, die im Museum für Volkskultur im Schloss im „Fürstenzimmer“ ausgestellt sind. 1930 erwarb die Stadtgemeinde Spittal zunächst den Schlosspark und 1951 auch das Gebäude. Von Beginn an war es das Ziel der Gemeinde, das Schloss der Öffentlichkeit zugänglich zu machen und als kulturellen Mittelpunkt der Stadt zu etablieren. Seit 1958 ist im zweiten Stock und im Dachboden das Museum für Volkskultur untergebracht. 1959 fanden in den Sommermonaten die ersten Theateraufführungen und ab 1964 die ersten Choraufführungen statt.

## Heutige Nutzung
Heute beherbergt das Schloss Porcia neben dem Museum für Volkskultur die Galerie im Schloss Porcia, eine Bühne für Theateraufführungen und Konzerte, sowie ein Café. Bis Januar 2015 befand sich dort auch die Stadtbücherei. Jeden Donnerstag findet im Schlosshof ein Bauernmarkt statt.
Außerdem wird das Schloss für Veranstaltungen wie den jährlich stattfindenden Internationalen Chorwettbewerb genutzt. Der Innenhof wird im Sommer für zwei Monate zum Schauplatz der Komödienspiele Porcia. Alle zwei Jahre findet in Spittal das Salamancafest zu Ehren des Erbauers und ersten Schlossherren statt.

## Sagen um die Gräfin Salamanca
Katharina von Salamanca war eine Gräfin und Nachfahrin von Gabriel von Salamanca. Sie war der Sage nach eine hartherzige Frau und liebte auf der Welt nur ihren einzigen Sohn Johann. Eines Tages feierte die Gräfin ein Fest auf dem Schloss und die hungrigen Bürger des Ortes kamen, um Essensreste zu erbitten. Doch die Gräfin verjagte sie und hetzte den Flüchtenden sogar die Hunde ihres Sohnes nach. Ein alter Mann konnte nicht schnell genug fliehen und wurde von den Hunden zu Tode gebissen. Bevor er starb, verfluchte er die hartherzige Gräfin. Bald sollte ihr Sohn ebenfalls von Hunden zerfleischt werden. Salamanca lachte nur. Doch die Worte des Bettlers wurden wahr. Johann versuchte, streitende Hunde zu trennen, und seine eigenen Tiere töteten ihn.
Katharina von Salamanca trauerte tief um ihren Sohn. Als sie ihr eigenes Ende nahen fühlte, beauftragte sie einen Maurer damit, ihre Schätze einzumauern, damit niemand ihr Hab und Gut nehmen könne. Den Maurer ließ sie töten und eine Zofe, die ebenfalls wusste, wo der Schatz versteckt war, erschlug sie mit einem Pantoffel. Nach dem Tod der Gräfin verbreiteten die Untertanen der Grafen die Geschichte weiter. Man munkelt seit damals, dass die böse Frau keine Ruhe finden konnte und noch immer im Schloss Porcia umgeht.

## Sonstiges
Am 25. September 1962 brachte die Österreichische Post zu diesem Motiv eine Dauermarke der Briefmarkenserie Österreichische Baudenkmäler im Wert von 40 Groschen heraus.